# Kacika

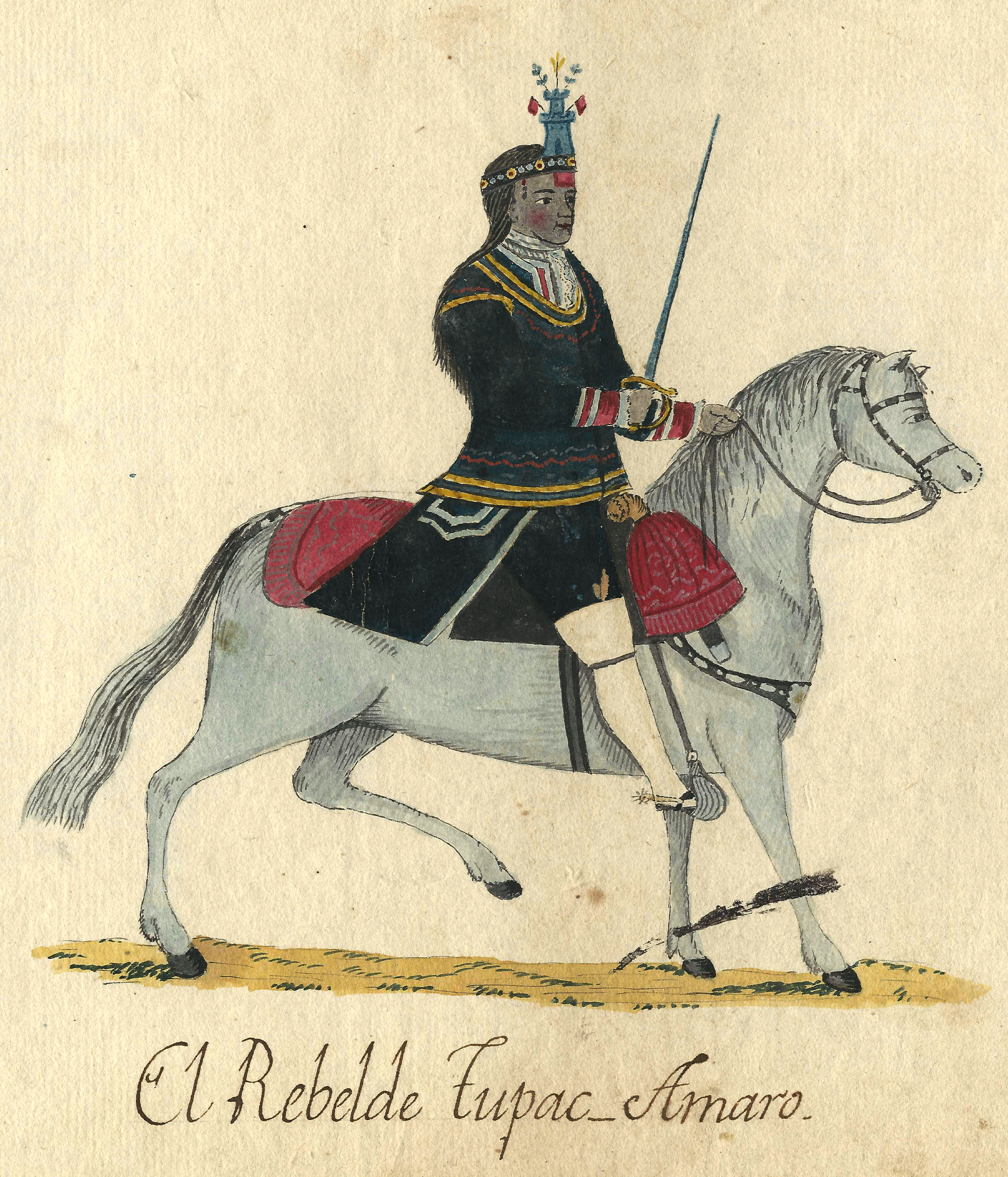
II. Tupac Amaru inka szabadságharcos (José Gabriel Condorcanqui, 1742–1781)

A kacika (spanyolul és portugálul cacique (hímnem), cacica (nőnem)) uralkodói cím, mellyel eredetileg a tainó őslakosok illették a Bahamákon, Nagy-Antillákon és a Kis-Antillák északi részén élő törzsek vezetőit. Az Újvilágba érkező spanyolok a szót átvették és minden olyan törzs vezetőjére használták, amivel később találkoztak. A szó a portugál nyelvben jelenleg is használatos brazil őslakos csoportok vezetőire; Közép-Amerikában helyi főnököt vagy politikai vezetőt jelent.
A tainó kultúrában a kacikát, úgy tűnik, demokratikus úton választották. Fontosságát inkább törzse nagysága adta, nem saját hadvezéri képességei, mivel a tainók békeszerető nép voltak. A kacikák előjogai közé tartozott, hogy nagy, négyszögletes kunyhóban élhettek a település közepén, és saját ülőhelyük volt a táncos és labdajátékkal kapcsolatos ceremóniákon.